# Розенблюм, Анатолий Ильич
Анатолий Ильич Розенблюм (1900, Остров — 22 сентября 1938, Киев) — деятель партии левых социалистов-революционеров, психолог, один из основателей советской психотехники.

## Биография
Родился в Острове в 1900 году. Получил гимназическое образование в Псковской губернской гимназии. В гимназии учился с отцом будущего избранного президента Австрии (см. Ван дер Беллен, Александр). Гимназический друг известного писателя Вениамина Каверинa, в семье которого он жил во время своей учебы в Пскове:
Толя Р., семиклассник, … жил у нас, потому что в городе Острове (откуда он был родом) не было мужской гимназии. Мама согласилась взять его на пансион в надежде, что он, как примерный мальчик, благотворно подействует на меня и Сашу. Примерный мальчик стал пропадать до полуночи — он участвовал в одном из подпольных кружков.
Розенблюм неоднократно упоминается в мемуарах Каверина «Освещенные окна» и «Эпилог» как «Толька» или «Толя Р.». См., например:
Лев Николаевич и Юрий [Тынянов] были на работе, Лена хозяйничала, Лидочка занималась, а с Инночкой играл мой друг с гимназических лет Толя Р., левый эсер, успевший за два года посидеть и в Бутырках, и на Гороховой, 2, и лишь недавно, по ходатайству Юрия, выпущенный на волю (март 1922 г.)
Впоследствии Розенблюм сделал карьеру как один из виднейших представителей советской психотехники, но был репрессирован и расстрелян в конце 1930-х. Из воспоминаний Каверина:
 Бесчисленные писательские бригады разъезжали по стране на переломе двадцатых — тридцатых годов — по колхозам, совхозам, на Турксиб, Сельмашстрой, Сталинградский тракторный и т. д. Мне не хотелось ехать в составе бригады, да и не было необходимости. Мой старый друг, Толя Р., бывший левый эсер, увлекся в те годы идеей рационализации производства и был горячим сторонником социалистической реконструкции страны. Один из самых талантливых сотрудников Харьковского института рационализации труда, он звал меня в совхозы — и я немедленно согласился. …Этот институт с его действительно новыми и необходимыми для народного хозяйства идеями в середине тридцатых годов был закрыт, а Толя Р. арестован и расстрелян. Без сомнения, для него не прошло даром участие в мятеже левых эсеров в июле 1918 года. Самая идея рационализации труда была похоронена лет на двадцать и возникла вновь лишь в пятидесятых годах.

### Политическая деятельность
Член Партии левых социалистов-революционеров (левых эсеров, ПЛСР) с 1917 г. В 1920 г. подписал так называемые «Тезисы ЦК ПЛСР». Есть свидетельства, что в 1921 году содержался в Орловской тюрьме. В конце 1921 жил в Петроградской губернии, студент. Местными чекистами характеризовался как «петроградский член Ц. К.», входивший в «группу Штейнберга» и пользовавшийся «огромным» влиянием. В начале 1920-х отошёл от политической деятельности. Тем не менее, по обвинению 54-8-11 («активный участник антисоветской эсеровской террористической организации») был арестован 29 января 1938 г., а 22 сентября 1938 г. приговорён к высшей мере наказания (ВМН, расстрел) Военной Коллегией Верховного Суда СССР. Расстрелян в тот же день, 22 сентября 1938 г. Место захоронения — г. Киев. Реабилитирован 25 мая 1993 г.

### Научно-практическая деятельность
Один из ведущих и наиболее активных советских научно-практических деятелей в области психотехники и научной организации труда (НОТ). В 1920-30-е г. жил и работал в Харькове, в Харьковском институте труда (ХИТ; известные сотрудники — М. Ю. Сыркин, Ф. Р. Дунаевский и др.), где он возглавлял секцию измерения квалификации отдела профотбора. Руководил кабинетом профессиональной экспертизы при Харьковской бирже труда. В ХИТ (тж: Всеукраинский институт труда, ВУИТ) под руководством М. Ю. Сыркина адаптировал зарубежные тесты на оценку интеллекта у детей как показателя обучаемости. Участвовал в разработке вопросов совершенствования проектирования организаций, рационализации управления; предложил оригинальные критерии рационального состава трудовых задач при оценке существующих и проектировании новых видов труда, трудовых постов (см. Розенблюм, 1932). В области профподбора создал методики экспертизы уровня квалификации для 80-ти профессий и специальностей, разрабатывал методологию и методы оценки уровня квалификации, отвечающие требованиям критериально-ориентированных тестов. Был участником так называемой «Харьковской психологической школы». Член редакции журнала «Советская психотехника» (1928—1934). Во второй половине 1930-х — сотрудник Полтавского педагогического института.

## Семья
- Отец — Яков-Элья Рувимович (Янкель-Эльяш Рувель-Йохелевич) Розенблюм (впоследствии Илья Романович Розенблюм; 1866—?), был земским врачом в Острове.
- Мать — Елена (Хая) Брамсон (в замужестве Розенблюм; 1874—1942), расстреляна во время оккупации в ходе акции по уничтожению еврейского населения в Острове, её брат (дядя А. И. Розенблюма по материнской линии) Л. М. Брамсон (1869—1941).
- Жена и дочь — Тамара Осиповна (Тыма) (год рождения неизвестен) скончалась одновременно с дочерью, предположительно в августе 1938, по семейной легенде, от отравления грибами (бледная поганка)[9]
  - Дочь — Ирина Розенблюм (род. 6 октября 1925) — в 1920-е-30-е годы жили в Харькове; скончалась одновременно с матерью[9]
- Брат (младший) — врач-терапевт Захарий (Захар) Ильич Розенблюм (1903—1990), военврач 2-го ранга, многократно подвергался арестам; научный сотрудник Военно-медицинской академии (до первого ареста в 1937 году) и НИИ кардиологии (после реабилитации). Его сын — доктор медицинских наук, профессор Юрий Захарович Розенблюм (1925—2008), заведующий лабораторией офтальмоэргономики и оптометрии НИИ глазных болезней имени Гельмгольца, заслуженный деятель науки РСФСР.

## Публикации по психотехнике и научной организации труда (НОТ)
- Розенблюм A.И. О кабинетах профессиональной экспертизы//Вопр. труда. 1929. № 7.
- Розенблюм А. И. Методология и методика измерения квалификации // На психотехническом фронте. Материалы к 1 съезду Всесоюзного общества психотехники и прикладной психофизиологии (май, 1931 г., Л.) Л., 1931. Вып. 1.
- Розенблюм А. И. Психотехника в механизированном сельском хозяйстве / / На психотехническом фронте. Т.2, М.: Изд. Оргбюро 1-го съезда ВОП и ПП. 1931а.
- Розенблюм А. И. О задачах и путях психотехнической рационализации профессий // Советская психотехника, 1932, № 5. С. 155—171.
- Леонтьев, А. Н., & Розенблюм, А. И. (1935/1999). Психологическое исследование деятельности и интересов посетителей Центрального Парка культуры и отдыха имени Горького (Предварительное сообщение) // А. Е. Войскунский, А. Н. Ждан & О. К. Тихомиров (Ред.), Традиции и перспективы деятельностного подхода в психологии: школа А. Н. Леонтьева (с. 370—425). Москва: Смысл